# François Fournier-Sarlovèze
Pour les articles homonymes, voir François Fournier, Fournier et Fournier-Sarlovèze.
François Louis, comte Fournier-Sarlovèze, né à Sarlat, le 28 avril 1772 et mort à Paris le 18 janvier 1827, est un général d'Empire français.

## Biographie

### Début de carrière
Fils d'un père cabaretier, François Fournier reçoit d'abord une solide instruction (il parle latin et est bon chanteur) auprès des moines de sa ville natale et devient clerc de procureur. Bel homme aux yeux bleus en 1791, il vient à Paris, s'engage et dès l'année suivante, il est sous-lieutenant au 9e régiment de dragons.
Affecté à l'armée des Alpes en 1792-1793, il se fait remarquer par des prises de position jacobines outrées, ce qui lui vaut d'être destitué après la mort de Maximilien Robespierre et même emprisonné à Lyon. Il parvient à s'évader et il est réintégré dans l'armée du Nord, puis dans celle de Sambre-et-Meuse. De nouveau destitué pour indélicatesses financières et absence illégale, il est réintégré et devient l'aide de camp d'Augereau. Mêlé à la curieuse affaire Donnadieu et suspecté de complot contre le Premier consul, Fournier est arrêté en mai 1802, emprisonné au Temple, puis envoyé en résidence surveillée à Périgueux.

### Sous l'Empire
En avril 1805, il est réintégré pour commander les 600 hommes de l'expédition du contre-amiral Charles René Magon de Médine en Martinique, mais revient en France sans avoir débarqué. Protégé par Lasalle qui trouve en Fournier un bon alter ego prêt à toutes les frasques, il devient chef d'état-major de ce dernier et se distingue en 1807, dans plusieurs charges de cavalerie, à la Bataille d'Eylau le 8 février 1807, à Guttstadt et à Friedland le 14 juin 1807. En récompense de ces faits d'armes, il est promu au grade de général de brigade le 25 juin 1807. Le cavalier est ensuite envoyé en Espagne et, entre les 18 et 23 mai 1809, il parvient à défendre la ville de Lugo avec 1 500 hommes contre 20 000 assiégeants. Il se signale encore une fois par un coup de colère en accueillant à coups de sabre un aide de camp placé auprès de lui par le ministre de la Guerre, ce qui lui vaut d'être mis en disponibilité. Il y repart cependant avec le 9e corps de l'armée d'Espagne sous Drouet d'Erlon et s'illustre encore dans des opérations de lutte antiguérilla et par sa charge du 5 mai 1811, à Fuentes de Oñoro où, avec sa brigade (deux escadrons), il enfonce et sabre trois carrés de fantassins anglais.
Au cours de la campagne de Russie, il commande la 31e brigade de cavalerie légère composée de hussards badois, de chevau-légers hessois et de Westphaliens et charge à la bataille de Smolensk. Promu général de division le 11 novembre 1812, il se distingue quelques jours plus tard à la bataille de la Bérézina en écrasant 5 000 cavaliers russes en trois charges menées avec 800 chasseurs hessois et badois au prix de 500 d'entre eux. Fournier sert en 1813, à la bataille de Gross Beeren et à Leipzig. Il se rend volontairement à Mayence. Il est créé baron d'Empire, mais il est destitué le 26 octobre suivant, à la suite d'une altercation verbale avec Napoléon Ier.[réf. nécessaire]

### Restauration
Louis XVIII le rétablit dans son grade lors de la Première Restauration (1814) et Fournier ne sert pas pendant les Cent-Jours. En 1819, Louis XVIII lui décerne le titre de comte. Il lui donne également la croix de chevalier de Saint-Louis, lui permet d'ajouter le patronyme de Sarlovèze à son nom et le nomme inspecteur général de la cavalerie. Le général comte François Louis Fournier-Sarlovèze prend également part à l'élaboration du nouveau Code militaire. Il meurt sans descendance à Paris, le 18 janvier 1827. 
Surnommé « El Demonio » (le Démon) par les guérilleros espagnols, tant pour sa brutalité que pour son efficacité redoutable dans les opérations de lutte antiguérilla, il est l'un des rares personnages d'origine roturière à avoir été distingué par deux titres nobiliaires, l'un conféré par l'Empereur, l'autre par le roi de France.

## Armoiries
| Figure | Blasonnement |
|        | Armes du baron François Louis Fournier-Sarlovèse et de l'Empire Écartelé le premier d'argent à la salamandre de sable sur des flammes de gueules, le deuxième des barons militaires, le troisième d'or à la pelisse de hussard d'azur, le quatrième d'azur à un étendard d'or déployé. - Livrées : bleu et blanc. |

## Dans les romans et au cinéma
Ses duels inspirèrent le roman de Joseph Conrad Le Duel adapté au cinéma par Ridley Scott sous le titre Les Duellistes. Son adversaire a souvent été identifié comme le général Dupont.

## Famille
- Jean-Raymond Fournier (1728-1788), négociant, marié avec Marie-Jeanne Borne (1743-1818). Sept enfants :
  - Alphonse François Fournier (1772-1848), baron de l'Empire, colonel de hussards, marié avec Elisa von Goebel (†1872).
    - Alphonse baron Fournier (1803-1875)
    - Charlotte Fournier (†1847)

  - Nicolas François (ou François Louis ) Fournier-Sarlovèze (1772 -1827).
  - David Joseph Fournier (1775-1799), capitaine de hussards tué à la bataille de Zurich .
  - Aimé Raymond Fournier (1780-1852), marié à N... Jaladon.
    - Achille Fournier (1807-1872), président du tribunal de Montluçon, marié avec Pauline Touttée de Champgaraud
      - Joseph-Raymond, comte Fournier-Sarlovèze (1836-1916), préfet, marié en premières noces avec Marie Dornier
        - Mortimer Henri-Robert Fournier-Sarlovèze (1869-1937)
        - Nathalie Marie Madeleine Denyse Fournier-Sarlovèze

      - Joseph-Raymond, comte Fournier-Sarlovèze marié en secondes noces avec Marguerite Ternaux-Compans
        - Pauline Jeanne Marie Fournier-Sarlovèze

  - Jeanne Fournier mariée à Thomas Rousse.
  - Jean-Baptiste Fournier.
  - Antoinette Fournier mariée en 1812 avec André Marie Hollier de La Gorce (1788-1822), ancien aide de camp de François Fournier-Sarlovèze.